# Anisodontea malvastroides
Anisodontea malvastroides är en malvaväxtart som först beskrevs av E. G. Baker, och fick sitt nu gällande namn av D. M. Bates. Anisodontea malvastroides ingår i släktet rumsmalvor, och familjen malvaväxter. Inga underarter finns listade i Catalogue of Life.